# Степаненко, Валерий Фёдорович
Степаненко Валерий Фёдорович (27 марта 1945 года) — советский и российский учёный, доктор биологических наук, профессор. Заведующий лабораторией медико-экологической дозиметрии и радиационной безопасности МРНЦ им. А. Ф. Цыба — филиал ФГБУ «НМИЦ радиологии» Минздрава России.

## Биография
Родился 27 марта 1945 года в городе Запорожье, Запорожская область, СССР.
В 1961 году окончил среднюю образовательную школу № 11 г. Запорожья. После школы работал электриком на Днепровском механическом заводе и наладчиком электронного оборудования на  заводе «Гамма» (г. Запорожье). C 1963 года — студент Московского инженерно-физического института (МИФИ). Окончил МИФИ в 1969 году по специальности «экспериментальная ядерная физика», получив квалификацию «инженер-физик».
По завершении учёбы в МИФИ был распределён на работу в г. Обнинск, Калужской области, в ИМР АМН (нынешнее название: Медицинский радиологический научный центр им. А. Ф. Цыба — филиал ФГБУ «Национальный медицинский исследовательский центр радиологии» Министерства здравоохранения Российской Федерации), где без перерыва работает по настоящее время, последовательно занимая должности инженера (1969 г.-1970 г.), научного сотрудника (1970 г.-1981 г.), старшего научного сотрудника (1981 г.-1988 г.), заведующего лабораторией медико-экологической дозиметрии и радиационной безопасности (1988 г.-н/в). В задачи возглавляемой им лаборатории входит, в частности,  дозиметрическое обеспечение создания, доклинических/клинических испытаний и применения новых радиофармпрепаратов, методов ядерной медицины и радиотерапии для лечения/диагностики онкологических заболеваний, а также  дозиметрическое обеспечение радиационно-эпидемиологических исследований.
В 1978 году Высшей Аттестационной Комиссией присвоена учёная степень кандидата биологических наук по специальности «радиационная биология»; в 2010 году присвоена учёная степень доктора биологических наук по этой же специальности; в 2013 году приказом Министерства образования и науки Российской Федерации присвоено учёное звание «профессор» по специальности «радиационная биология». Научный руководитель 15 успешно защищенных диссертаций на соискание ученой степени кандидата наук.
Участник ликвидации последствий аварии на ЧАЭС 1986 года. Участник работ в 1986 г. и в последующие годы  по оценке радиологической обстановки в 30-км зоне отчуждения после аварии на Чернобыльской АЭС. 
Указом Президента Российской Федерации В. В. Путина от 27 апреля 2023 года № 304 награждён Государственной наградой —  Знаком отличия «За наставничество». Награждён Государственной наградой —  медалью «За трудовое отличие». Награжден Нагрудным Знаком «Отличник гражданской обороны» (1986 год), а так же Грамотами МЧС России (2004 г.), МЗ России и Президиума РАМН (2010 г.). Удостоен звания  «Заслуженный деятель науки и техники Калужской области».  За выдающиеся достижения в международной научной и исследовательской деятельности награждён Золотой медалью Л. Н. Гумилёва (Республика Казахстан, 2025 г).
Был избран депутатом Калужского областного Совета народных депутатов (1990-1994 гг.) по избирательному округу № 61, на период избрания являлся председателем депутатской комиссии по ликвидации последствий аварии на ЧАЭС на загрязнённых территориях Калужской области.
В 1986 году являлся научным руководителем от ИМР АМН (г. Обнинск) дозиметрического обследования населения территорий Калужской области, подвергшихся радиоактивному загрязнению в результате аварии на ЧАЭС (7 районов Калужской области, в мае 1986 г. обследовано около 30000 человек, в основном дети и беременные). В результате выполнения обследований и своевременных мероприятий в последующие годы совместно с ИМР АМН, областной Администрацией и отделом здравоохранения, практически снята проблема последствий Чернобыльской аварии для Калужской области: все полученные данные своевременно поданы в областные органы здравоохранения для принятия решений и эти решения были приняты для медико-профилактических целей, а на ранее загрязнённых радионуклидами территориях население может осуществлять хозяйственную и экономическую деятельность.
В 1986-1995 гг. были проведены крупномасштабные  работы по дозиметрическому  обследованию населения территорий Брянской и Калужской областей, а также Гомельской области Республики Беларусь, подвергшихся радиоактивному загрязнению в результате радиологической аварии на Чернобыльской АЭС.
В 1996—1997 гг. и 2005—2006 гг. был приглашён в качестве профессора в Хиросимский Университет (Япония). По результатам проведённых исследований по оценке доз внешнего и внутреннего облучения населения вследствие ядерных взрывов и радиологических аварий на Чернобыльской АЭС (1986 г.), а также, впоследствии, на АЭС Фукусима-1 (2011 г., Япония), опубликованы цикл статей в ведущих отечественных и международных научных изданиях, а также специальные выпуски  журнала “Journal of Radiation Research” (Токио). 
В 1989—1990 гг. принимал участие в работе Правительственных комиссий на радиоактивно загрязнённых территориях вокруг Семипалатинского полигона и на Восточно-Уральском радиоактивном следе, в бассейне реки Теча (в качестве эксперта по оценке радиологической ситуации).
Как эксперт от РФ (Минатом) в течение ряда лет принимал участие в работе различных научных рабочих групп МАГАТЭ по разработке рекомендаций в области радиационной безопасности и дозиметрии внешнего и внутреннего облучения (1998—1991 гг.). По результатам этой работы был издан ряд публикаций МАГАТЭ. Был ответственным исполнителем и координатором от стран СНГ и России в рамках международных радиологических программ Всемирной Организации Здравоохранения, Международного Красного Креста и Красного Полумесяца (1992 г.), Комиссии Европейских Сообществ (1994-2000 гг.), а также в научных международных проектах - с  Хиросимским Университетом (Япония), Центром атомных исследований имени Индиры Ганди (Индия), Центром исследований рака им. Фрэда Хатчинсона (США) по разработке методов ретроспективной дозиметрии при исследованиях медицинских последствий неконтролируемых радиационных воздействий на человека. По результатам этих совместных международных исследований опубликован ряд научных статей в ведущих международных журналах (см. например, ).
В 2004 году в качестве эксперта принял участие в разработке рекомендаций по предотвращению возможных актов биотерроризма с использованием почтовых отправлений.
В 2006 г. и в 2008 г. являлся экспертом по дозиметрии и радиационной безопасности в рамках учений Всемирной Организации Здравоохранения по преодолению последствий крупномасштабных радиационных аварий.
В 2008 году — в составе коллектива победителей всероссийского конкурса грантов Президента Российской Федерации по ведущим научным школам Российской Федерации, направление — «Ретроспективная дозиметрия в медицинской радиологии, радиационной медицине и радиационной безопасности» (научный руководитель школы — академик РАМН А. Ф. Цыб).
Международное научное сотрудничество продолжается и в настоящее время – в рамках действующих официальных двусторонних соглашений об академическом сотрудничестве между ФГБУ «НМИЦ радиологии» Минздрава России с Хиросимским Университетом (Япония), с Евразийским Национальным Университетом им. Л.Н. Гумилева (г. Астана, Республика Казахстан) и НИИ Радиационной Медицины и Экологии (г. Семей, Республика Казахстан).
С 1998 г. и по настоящее время — член Российской Научной Комиссии по Радиологической Защите (РНКРЗ). Член «Radiation Research Society» (Япония). Член редакционной коллегии журнала «Радиация и Риск» (Россия). Член Редакционной коллегии журнала “Наука и Здравоохранение” (Республика Казахстан). Член редакционной коллегии «Indian Journal of Radiation Research». Рецензент журналов «Radiation Measurements», «Health Physics», «Journal of Radiation Research» (Токио). Научный редактор ряда зарубежных сборников научных работ, член оргкомитетов ряда международных научных конференций и симпозиумов (Япония, США, Европейское Сообщество). Член Ученого совета МРНЦ им. А.Ф. Цыба - филиал ФГБУ «НМИЦ радиологии» Минздрава России . Член диссертационного совета 21.1.036.02 на базе ФГБУ «НМИЦ радиологии» Минздрава России.
C 2012 года по настоящее время — аккредитованный эксперт в Федеральном реестре экспертов научно-технической сферы (Министерство образования и науки Российской Федерации).
По состоянию на 2025 год имеет 326 научных публикаций в ведущих отечественных и зарубежных научных изданиях, трудах отечественных и международных симпозиумов, конгрессов, включая двадцать шесть авторских свидетельств Российской Федерации, три монографии, учебник для ВУЗов (в соавторстве). По состоянию на 2025 год — число цитирований — 4155, индекс Хирша — 37 (Российский индекс научного цитирования).

## Основные направления научной деятельности
- дозиметрические основы создания, испытаний, применения новых радиофармпрепаратов, методов ядерной медицины и радиотерапии для лечения/диагностики онкологических заболеваний;
- медицинская физика, «ин виво» дозиметрия внешнего и внутреннего облучения в применении к онкорадиологической тераностике;
- радиобиологические эффекты внутреннего облучения организма животных и человека на уровне микроструктур органов/тканей, а также на внутриклеточном уровне.
- разработка новых методов ретроспективных оценок доз облучения населения и персонала вследствие неконтролируемых радиационных воздействий;
- дозиметрическое обеспечение радиационно-эпидемиологических исследований;
- дозиметрические оценки неконтролируемых радиационных воздействий  - инструментальная  и расчетная ретроспективная дозиметрия;
- разработка новых инструментальных и расчётных методов дозиметрии внутреннего и внешнего ионизирующего излучения.

## Участие в профессиональных и общественных организациях
- Член «Radiation Research Society» (Япония)
- Член Российской Научной Комиссии по Радиологической Защите (РНКРЗ)[24]
- Аккредитованный эксперт в Федеральном реестре экспертов научно-технической сферы Министерства образования и науки Российской Федерации
- Эксперт международной организации по стандартизации (ISO)

## Награды
- Медаль «За трудовое отличие»
- Знак «Отличник гражданской обороны СССР»
- Грамота МЧС России
- Грамота Президиума РАМН и МЗ России
- Государственная награда Знак отличия «За наставничество»[1]
- Звание «Заслуженный деятель науки и техники Калужской области»[28]